# خادمی فجرآباد
خادمی فجراباد روستایی در دهستان زوارم بخش مرکزی شهرستان شیروان استان خراسان شمالی ایران است.

## جمعیت
بر پایه سرشماری عمومی نفوس و مسکن در سال ۱۳۹۵ جمعیت این مکان ۱۰۱ نفر (۳۴خانوار) بوده‌است.